# شون كيهو
شون كيهو هو لاعب كرة القدم الكندية كندي، ولد في 28 أبريل 1958 في إدمونتون في كندا.